# 真·女神轉生III—Nocturne
《真·女神轉生III－Nocturne》是2003年由日本Atlus公司發行的角色扮演遊戲，為Atlus在PlayStation 2上製作的第二款遊戲（第一款為《魔劍爻》）。作為女神轉生系列的正傳作品，距上一代1994年在超級任天堂上發表的《真·女神轉生II》已有段不短的空白。在繼承了前作的各種元素外本作亦進行了諸多改革，最明顯的是畫面由前作的2D第一人稱視角改為當時主流的第三人稱視角即時3D運算，還有進化了的回合制戰鬥系統。
次年Atlus推出了導演剪輯版《真·女神轉生III－Nocturne Maniax》（狂熱版），新增困難模式、迷宮等，還有原出自卡普空動作遊戲《惡魔獵人2》的主角但丁客串演出。高清复刻版《真·女神转生III-NOCTURNE HD REMASTER》于2020年10月29日在任天堂Switch与PlayStation 4上发售，增加了繁体中文内容；于2021年5月25日在歐美地區發售，追加PC版（Steam平臺上發售）。

## 剧情

### 故事
時間是21世紀的某年某日，在東京都就讀高中的主角應邀與同班同學探望留院的班主任。在乘坐地鐵的路程中在小睡中看到班主任發出的啟示，得知世界在片刻後將要迎接為準備重生而帶來的毀滅。主角離開地鐵站時聽到周遭人滿不在乎的公園工地流血暴力事件，碰上想採訪事件的神祕學記者。抵達了充滿謠言的醫院後終於與兩個約好的同學會合，遊蕩中遇上暴力事件的中心人物冰川，在準備召喚惡魔下毒手之際獲班主任相救，被帶到屋頂目擊班主任所指的毀滅──「受胎」，世界被破壞、除了留在下了結界的醫院外全部生命都被消滅。東京被裹覆在一球體內，其正中央是為這受胎輸出能量的「迦具土」，如此構成了「旋渦界」，等候創世的「攝理」為世界帶來新生。
本作故事獨立於前兩作並重新建立新世界觀。而且結局不採用系列作慣常的LAW/NEUTRAL/CHAOS三分法，而是改為5種創世攝理再加上作為隱藏結局的阿瑪拉深界結局。

### 登場角色
各個角色的日語配音演員均為在HD重置版中登場的聲優。
主角
配音：榎木淳彌（日本）
名字由玩家自定，預設名字於廣播劇為嘉嶋尚紀（かしま なおき）、漫畫為逢磨カズヤ（おうま カズヤ）和小説為間薙シン（かんなぎ シン），本遊戲的沈默的主角。原本是東京都內一名普通高中生，被其班主任誘到下了結界的醫院使他在受胎中生還。受胎後被神祕的金髮小孩及他的老褓姆強行植入「禍魂」，獲得了惡魔的肉體戰鬥。在故事發展到中期被稱作為人修羅左右著創世的結果。
高尾祐子
配音：三森鈴子（日本）
主角、千晶和勇的班主任，在任教的學校中受到學生愛戴的教師。故事開始前以患病為由入院，實質協助冰川啟動受胎。出於對主角的特殊好感而利用千晶和勇誘使他進入下了合界的醫院，在受胎開始前的一刻告訴主角自己將會成為新世界中央的巫女引導主角在旋渦界的道路。
故事中段她表示協助觸發受胎是因為她不喜歡舊有的世界，認為那裡的人們只會自顧自，亦不懂得追求更好的人生。另一方面她又不認同冰川的創世理念，但高尾主張的自由意志因為與創世原則違背而苦於缺少創世必需的攝理。
冰川
配音：小野大輔（日本）
表面上是某大電信公司的總技術幹事，實質是女神轉生系列秩序與混沌鬥爭中代表後方的教派──「蓋亞教」的骨幹成員。在蓋亞教的書庫中找到記載創世祕密的《彌勒經》（內容屬故事虛構）而決定啟動受胎。他的創世攝理是「默」（寂靜），在這個世界生活的每個人都拋棄自己的情感，只懂得作為轉動世界的齒輪而活。高尾佑子認為這樣的世界是一個失去活力，只有時間流動的死城。
新田勇
配音：江口拓也（日本）
主人公的同班同学。性格明朗，非常尊敬裕子老师。和主人公一起前往新宿看望住院的裕子。东京受胎以后生存下来的少数人类之一。創世攝理是「結」。
橘千晶
配音：上田麗奈（日本）
主人公儿时的玩伴，同校学生。出身富裕家庭，性格冷静，早熟。和主人公一起前往新宿看望住院的裕子。东京受胎以后生存下来的少数人类之一。創世攝理是「縁」。
聖丈二
配音：前田剛（日本）
某神秘学刊物的记者。事先就知道异变的人之一。也是东京受胎以后生存下来的少数人类之一。经常给予主人公各种帮助。
迦具土
配音：藤原啓治（日本）
東京受胎中心，為東京受胎輸出能量。並於迦具土之塔等待人修羅為創世而前來挑戰。
路西法
配音：三木眞一郎（日本）
阿瑪拉深界結局最終頭目，於迦具土戰敗後隨即出場。
但丁
配音：森川智之（日本）
惡魔獵人系列主角，於本作客串。
葛葉雷道
配音：杉田智和（日本）
惡魔召喚師 葛葉雷道 對 超力兵團及惡魔召喚師 葛葉雷道 對 亞巴頓王主角，本作重製為編年史重製版時因惡魔獵人系列相關版權問題而以此角色代替但丁原本位置。

## 游戏机制

### 追击回合制（プレスターンバトル）
女神转生系列中首次用到的新回合制系统，并后来成为了该系列的经典玩法。
战斗中，乙方和敌方的回合数以各阵营里的角色数量分配，回合数在屏幕右上角以图标数量呈现。玩家或敌人每行动一次则会消耗一个图标，但倘若任意角色选择跳过其回合、暴击或击中要害（根据技能属性和角色属性的相克性）的话则仅消耗半个回合数，在战斗中获得优势，此时图标会以闪烁来表示，且闪烁的图标数可叠加。而当玩家的攻击对敌人无效、被吸收、或未命中则会消耗2个甚至所有回合图标，直接跳到敌方回合。
通过采用这个系统，即使在普通战斗中，轻微的疏忽也可能导致死亡的紧张感整体带动了战斗的节奏。另外，部分BOSS恶魔会使用「○○的眼光」技能来增加追击回合图标的数量，大大提升了难度。

### 惡魔合体
- 「2身合体」：恶魔合体的基本。将两个相对弱小的恶魔合体，创造出更强力的恶魔，即1+1＞=2。
- 「イケニエ合体」：“祭品合体”之意。在通常的2身合体上，再增加一名恶魔作为牺牲，提高合体以后恶魔的等级和能力

### 战斗中谈判
玩家可以以人修罗或同伴角色的身份，在战斗中与敌方恶魔进行谈判。根据彼此的语气、性格以及角色的对话技能，玩家需在一连串质问中选择恰当的回答以达到谈判目的。与恶魔交涉成功会掉落物品、玛卡（マッカ）、或者使恶魔加入到你的同行中，谈判失策则会令玩家失去回合图标，使战斗变得更为险峻。

## 发行
海外版儘管沒有Maniax的副標題但其實是以這個版本為藍本翻譯的。《真·女神轉生III》是女神轉生系列正傳作品中第一款登陸美國的遊戲，因此省略了「III」的集數標記，但由於遊戲內容涉及了敏感的宗教題材而被ESRB列為18禁遊戲（遊戲本身并不包含過分性展示的內容），亦導致了而後Atlus推出的女神轉生續篇遊戲的美國版都被ESRB清一色評為成人層遊戲。歐洲版遊戲內除了英文外更提供了德文及法文選擇，為了避免商標責任而將副標題的「Nocturne」（夜曲）改為「Lucifer's Call」（路西法的呼喚）。

## 評價
系列玩家對此作的褒貶不一，但抱怨聲音一般是指向III所沒有繼承前作的部分。《Fami通》給予了本作35/40分數（白金殿堂），但並沒有為遊戲帶來期待中的銷量。